# San Guillermo (Santa Fé)
San Guillermo (São Guilherme em português) é uma comuna da província de Santa Fé, na Argentina.